# San Pascual (Masbate)
San Pascual ist eine philippinische Stadtgemeinde in der Provinz Masbate. Sie liegt auf der Insel Burias. San Pascual hat 46.674 Einwohner (Zensus 1. August 2015).

## Baranggays
San Pascual ist politisch in 22 Baranggays unterteilt.
| - Boca Chica - Bolod (Pob.) - Busing - Cueva - Dangcalan - Halabangbaybay - Iniwaran - Ki-Buaya (Rizal) | - Ki-Romero (Roxas) - Laurente - Mabini - Mabuhay - Malaking Ilog 5 - Mapanique - Nazareno | - Pinamasingan - Quintina - San Jose - San Pedro - San Rafael - Santa Cruz - Terraplin (Pob.) |